# تمثال الجمهورية (تركيا)
تمثال الجمهورية (بالتركية: Cumhuriyet Anıtı)‏ هو نُصب يُشيد بتأسيس الجمهورية التركية في عام 1923م. ينتصب بطول 11 متر في ميدان تقسيم في إسطنبول. صممه النحات الإيطالي بييترو كانونيكا واستغرق تشييده عامين ونصف، بتمويل مالي من الأهالي. دشن افتتاحه الدكتور هاكي سيناسي باشا في 8 آب/أغسطس 1928م.
يصور التمثال مؤسسي الجمهورية التركية، ويظهر مصطفى كمال أتاتورك وعصمت إينونو وفوزي جاكماق بشكل بارز. للتمثال وجهان: الأول يصور أتاتورك بزيه العسكري خلال حرب الاستقلال التركية للرمزية على دوره كالقائد الأعلى، والوجه الآخر يظهر أتاتورك ورفقائه بزي غربي حديث للرمزية على دورهم كسياسيين.